# Унчешть (Васлуй)
Унчешть, Унчешті (рум. Uncești) — село у повіті Васлуй в Румунії. Входить до складу комуни Зеподень.
Село розташоване на відстані 287 км на північний схід від Бухареста, 20 км на північний захід від Васлуя, 39 км на південь від Ясс.

## Населення
За даними перепису населення 2002 року у селі проживали 228 осіб, усі — румуни. Усі жителі села рідною мовою назвали румунську.